# 浊双唇塞擦音
浊双唇塞擦音（[b͡β]）是由浊双唇塞音 [b] 和浊双唇擦音[β]紧密结合形成的一种罕见的塞擦音。目前没有发现有语言将其视为独立音素，该音仅在一些语言中作为同位异音而出现。如英语的部分方言中有此音，为[b]的同位异音。

## 特征
浊双唇塞擦音拥有如下特征：
- 調音方法屬於塞擦音，調音時先阻礙空氣在聲腔流動，再形成狹窄通道讓氣流通過發生湍流來調音。
- 調音部位是雙唇，即是以上唇及下唇調音。

- 發聲類型是濁音，意味着發音時聲帶顫動。

- 本輔音是口腔輔音（口音），表示調音時空氣只從口裡流出。
- 本輔音為中央輔音，調音時氣流在口腔的中央流過舌面，而不從兩側流過。
- 氣流機制是肺部氣流，即由肺與橫膈膜驱动空气。

## 该音见于语言
| 语言      | 语言       | 词汇 | 国际音标 | 含义 | 备注                                            |
| --------- | ---------- | ---- | -------- | ---- | ----------------------------------------------- |
| 英语      | 考尔尼口音 | rub  | [ˈɹ̠ɐˑb͡β] | 摩擦 | /b/的音位，参见英語音系學。                     |
| 英语      | 标准英音   | rub  | [ˈɹ̠ɐˑb͡β] | 摩擦 | /b/的罕见音位，参见英語音系學。                 |
| 英语      | 利物浦英语 | rub  | [ˈɹ̠ʊˑb͡β] | 摩擦 | /b/在音节开始和词尾的可能音位，参见英語音系學。 |
| Shipibo语 | Shipibo语  | boko | [ˈb͡βo̽ko̽] | 小肠 | /β/的音位。                                     |